# Faber von Lanegg

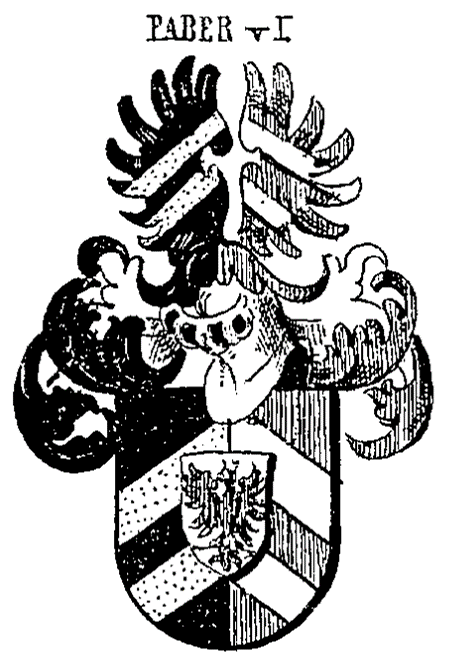
Wappen der Faber von Lanegg (1657)

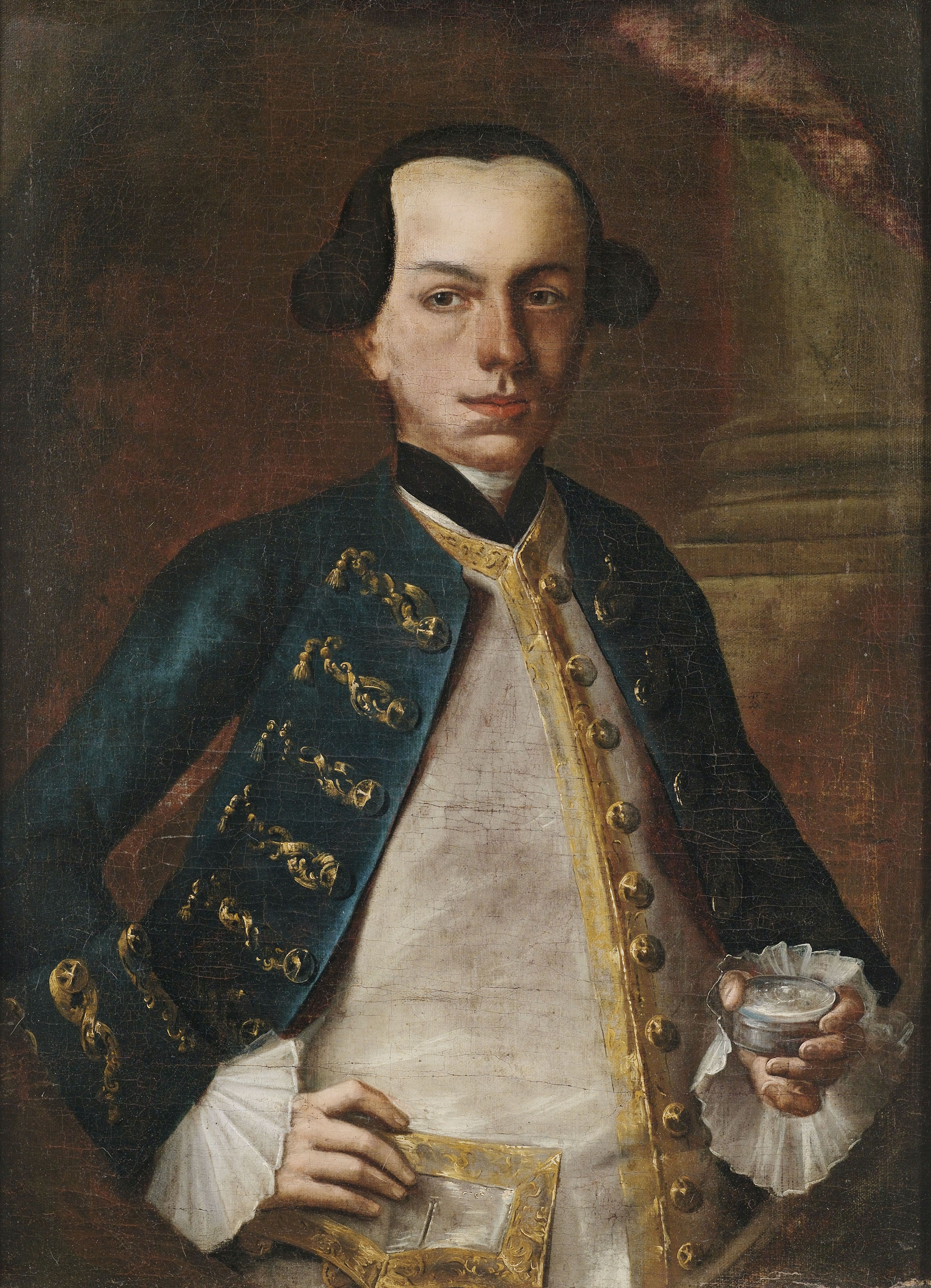
Joseph Ignaz von Faber zu Lanegg

Faber von und zu Lanegg war der Name eines briefadeligen Geschlechts aus der gefürsteten Grafschaft Tirol. 

## Geschichte
Der Tiroler Landesfürst Erzherzog Ferdinand Karl von Österreich-Tirol erteilte am 7. September 1657 in Innsbruck den erzherzoglichen Rat und oberösterreichischen Kammermeister Abraham Faber die Adels- und Rotwachsfreiheit, damit verbunden besserte er sein Wappen mit der Hinzufügung des Tiroler Adlers als Mittelschild. Kaiser Leopold I. bestätigte am 12. Februar 1666 in Wien dem Nobilitierten seinen verliehenen Adel und die Führung des Adelsprädikates „von Länegg“. Das Prädikat bezog sich auf den Ansitz Schloss Lanegg in Brixlegg, von ca. 1660 bis 1818 im Besitz der Familie. Der Sohn von Abraham, Johann Abraham Faber von Lanegg heiratete am 13. Oktober 1710 in Innsbruck Ursula von Florentin, Tochter des Franz von Florentin. Am 2. März 1813 wurde der königliche Appellationsgerichtsrat in Innsbruck Franz Seraph Anton Dionisus Faber von Lanegg, Urenkel von Abraham Faber von Lanegg, in die Adelsklasse der königlich-bayerischen Adelsmatrikel immatrikuliert. Das Geschlecht ist mit dem k. k. Kommerzienrat und Vizekreishauptmann im Unterinntal Joseph Ignaz Faber von Lanegg (* ca. 1738; † 19. Juni 1818) im Mannesstamm erloschen, welcher auf dem Friedhof von Innsbruck begraben liegt. Dieser war mit Maria Valentina Heufler von Rasen, Tochter des Abgeordneten der Tiroler Stände David Heufler von Rasen verheiratet.

## Wappen
Gemehrtes Wappen von 1657: „Schild der Länge nach geteilt. Im Schild zwei Sparren, rechts in Schwarz-Gold und links in Rot-Silber. Im Mittelschild auf silbernen Feld ein gekrönter roter Adler.“